# حارة المخبأ (صنعاء)

تعديل مصدري - تعديل

حارة المخبأ هي إحدى حارات حي معين بمديرية معين إحد مديريات العاصمة اليمنية صنعاء، بلغ تعداد سكانها 528 نسمة حسب تعداد اليمن لعام 2004.